# Parallelia vitiensis
Parallelia vitiensis là một loài bướm đêm trong họ Erebidae.